# Cafè Berlín
El Cafè Berlín és una obra del municipi de Tossa de Mar (Selva). És un edifici de dues plantes, entre mitgeres, amb coberta plana i ubicat al costat dret del carrer Sant Antoni. Forma part de l'Inventari del Patrimoni Arquitectònic de Catalunya.

## Descripció
L'immoble està estructurat internament basant-se en dues crugies. La planta baixa consta de tres obertures, és a dir, dues finestres bastant irrellevants, que no han rebut cap tractament singular, que flanquegen el gran portal d'accés rectangular equipat amb llinda i muntants de pedra ben treballats. En la llinda es pot llegir la data de "1782". En el primer pis trobem dues obertures: per una banda, una finestra irrellevant que no ha rebut cap tractament destacat, mentre que per l'altra, una segona finestra que també seria irrellevant sinó fos per la petita balustrada feta de terrissa i amb repujat decoratiu, la qual trenca, tot i que de manera molt tímida, aquesta simplicitat constructiva.